# Postua
Postua – miejscowość i gmina we Włoszech, w regionie Piemont, w prowincji Vercelli.
Według danych na rok 2004 gminę zamieszkiwały 594 osoby, 37,1 os./km².